# Spyridón Tetenes
Spyridón Tetenes (řecky: Σπυρίδων Τετενές; 1908 – 24. července 1977) byl řecký diplomat, který byl ministrem zahraničí po státním převratu brigádního generála Dimitriose Ióandopoulose 25. listopadu 1973.
Na svůj post rezignoval 8. července 1974, údajně ze zdravotních důvodů, i když New York Times druhý den napsaly, že „spolehlivé zdroje“ uvedly, že svou rezignací protestoval proti zhoršujícím se vztahům Řecka s Tureckem a Kyprem a také proti rostoucímu vojenskému vlivu v zahraniční politice. Zemřel v Ženevě 24. července 1977.[zdroj?]